# 사라만다 명상의 파오라
《사라만다 명상의 파오라》(일본어: 沙羅曼蛇 瞑想のパオラ)는 1988년에 스튜디오 피에로에 의해 제작된 OVA 사라만다 시리즈의 2번째 작품이다. 제목은 사라만다이지만 전작의 과거이야기가 되고 있어 일본의 코나미에서 발매된 슈팅 게임 그라디우스를 모티프로 한 오리지널 스토리가 되고 있다. 또 일부의 BGM에는, 게임의 것을 어레인지한 것이 사용되고 있다.